# Arístides Rojas
Arístides Miguel Rojas Aranda (Limpio, 12 de agosto de 1968) é um ex-futebolista paraguaio. 

## Carreira
Rojas integrou a Seleção Paraguaia de Futebol na Copa América de 1997 e na Copa de 1998.